# Mimocorus
Mimocorus is een kevergeslacht uit de familie van de boktorren (Cerambycidae). De wetenschappelijke naam van het geslacht werd voor het eerst geldig gepubliceerd in 1942 door Breuning.

## Soorten
Mimocorus is monotypisch en omvat slechts de volgende soort:
- Mimocorus quadricristatus Breuning, 1942